# موهاوک ویستا (کالیفرنیا)
موهاوک ویستا (به انگلیسی: Mohawk Vista) یک منطقهٔ مسکونی در ایالات متحده آمریکا است که در شهرستان پلوماس، کالیفرنیا واقع شده‌است. موهاوک ویستا ۳۰٫۹۷۹ کیلومتر مربع مساحت و ۱۵۹ نفر جمعیت دارد و ۱٬۵۰۷ متر بالاتر از سطح دریا واقع شده‌است.